# Centrum Archeologiczne FUAM w Poznaniu
Centrum Archeologiczne Fundacji Uniwersytetu im. Adama Mickiewicza w Poznaniu - jednostka strukturalna Poznańskiego Parku Naukowo-Technologicznego. Instytucja prowadzi działalność badawczą i ratowniczą w zakresie ochrony dziedzictwa archeologicznego.

## Działalność
Głównym obszarem działalności Centrum Archeologicznego (CA) są stanowiska archeologiczne, którym grozi zniszczenie w trakcie realizacji inwestycji budowlanych projektów. CA prowadzi szeroko zakrojone badania wykopaliskowe, przede wszystkim związane z nowopowstającą infrastrukturą drogową. Działalność obejmuje także upowszechnianie dziedzictwa archeologicznego poprzez  opracowywanie oraz publikowanie wyników badań. Centrum świadczy także pomoc formalno-prawną przy uzyskiwaniu pozwoleń na prowadzenie badań archeologicznych od władz konserwatorskich.

## Zrealizowane projekty
- Ratownicze badania archeologiczne realizowane na drogach ekspresowych i autostradach (S3, S5, S6, S7, A1, A2) na obszarach województw: zachodniopomorskiego, pomorskiego, kujawsko-pomorskiego, wielkopolskiego, dolnośląskiego i lubuskiego;
- Badania archeologiczne w związku z modernizacją infrastruktury kolejowej (odcinek Rokietnica-Wronki);
- Badania geofizyczno-magnetyczne (Osiek nad Notecią, Lasy Zakrzowskie).

Centrum Archeologiczne stale uczestniczy w projektach Narodowego Instytutu Dziedzictwa, konferencjach i wydarzeniach naukowych. Współpracuje z naukowcami z różnych dziedzin i publikuje wyniki badań.